# Tilia kueichouensis
Tilia kueichouensis là một loài thực vật có hoa trong họ Cẩm quỳ. Loài này được Hu miêu tả khoa học đầu tiên năm 1963.